# Коммунальное движение
Коммунальное движение — в Западной Европе X—XIII вв. движение горожан против сеньоров за самоуправление и независимость. Вначале требования горожан сводились к ограничению феодального гнёта и сокращению поборов. Затем возникли политические задачи — обретение городского самоуправления и прав. Борьба велась не против феодальной системы в целом, а против сеньоров тех или иных городов.
Южнофранцузские города добились независимости без кровопролития (IX—XII вв.). Города Северной Франции — Амьен, Лан, Бове, Суассон и др.— и Фландрии — Гент, Брюгге, Лилль — стали самоуправляющимися в результате упорной, в основном вооруженной, борьбы. Горожане выбирали из своей среды совет, его главу — мэра и других должностных лиц, имели собственный суд, военное ополчение, финансы, самостоятельно устанавливали городские налоги. Эти города освобождались от ренты и сеньориальных повинностей. Взамен они уплачивали сеньору определённую небольшую денежную ренту, в случае войны выставляли небольшой военный отряд. Нередко такой город являлся городом-сеньором по отношению к крестьянам окрестных территорий.
Города Северной и Средней Италии — Венеция, Генуя, Сиена, Флоренция, Лукка, Равенна, Болонья и др. — стали коммунами в IX—XII вв. В Германии в XII—XIII вв. появились так называемые имперские города — формально они подчинялись напрямую императору Священной Римской империи, но де-факто были независимыми городскими республиками (Любек, Нюрнберг, Франкфурт-на-Майне и др.)
В государствах с относительно сильной центральной властью города, расположенные на королевской земле, не могли добиться полного самоуправления. Под властью сеньоров оставались и большинство мелких городов, — особенно принадлежавшие духовным сеньорам. Важнейший результат борьбы городов с сеньорами — освобождение большинства их жителей от личной сеньориальной зависимости. Было установлено также правило, согласно которому бежавший в город сеньориально зависимый крестьянин, прожив там «год и один день», становился свободным. Средневековая пословица, гласящая «городской воздух делает свободным», тогда понималась буквально.